# Drosophila denticulata
Drosophila denticulata är en tvåvingeart som beskrevs av Bock och Wheeler 1972. Drosophila denticulata ingår i släktet Drosophila och familjen daggflugor.
Artens utbredningsområde är Nya Guinea.